# Almindelig ørentvist
Almindelig ørentvist (Forficula auricularia), er et altædende insekt i familien Forficulidae. Almindelig ørentvist overlever i en række forskellige miljøer og er et almindeligt insekt i Danmark. Navnet ørentvist kommer fra udseendet af bagvingerne, som er unikke og karakteristiske blandt insekter, og ligner et menneskeøre, når de er foldet ud; artsnavnet på almindelig ørentvist, auricularia, er en specifik reference til dette træk (efter latin auris, øre). Den kan invadere sprækker i hjemmet og ernære sig af mad i spisekamre, og kan fungere enten som skadedyr eller som en gavnlig art alt afhængig af omstændighederne (se nedenfor).
Almindelig ørentvist er rødbrun i farven, med en flad og aflang krop og slanke, perleformede antenner. Et genkendeligt træk ved ørentviste er 'tangen' eller pincetten for enden af den fleksible bagkrop. Begge køn har disse tænger; hos hannerne er de store og buede, hvorimod de hos hunnerne er lige. Nymferne ligner de voksne af udseende, men deres vinger er enten fraværende eller små.

## Morfologi
Almindelig ørentvist har en langstrakt fladtrykt skinnende rødbrun krop med gullige følehorn og ben, mørke dækvinger med lyse kanter, et skjoldformet pronotum (det første led i brystpartiet), to par vinger og et par pincet-lignende cerci (ental: cercus), vedhængene på bagkroppen som udgør tangen og som er mellem 12 og 15 mm lange. Det andet segment i tarsus (foden) er fliget på undersiden, er udvidet lateralt og strækker sig distalt under det tredje tarsalsegment. Antennen består af 12–15 segmenter, og munddelene er af den bidende type.
Voksne hanner er polymorfe (mangeformede) hvad angår kropsvægt og hovedbredde, samt længde og bredde af cerci. Den mandlige tang er meget robust og den krumme cercus er forsynet basalt med en tandlignende udvidelse. Hunnens tang er omkring 3 mm lang og er mindre robust og mere lige. Cerci bruges under parring, fodring og selvforsvar. Hunnerne har også tegmina (forvinger) der er omkring 2 mm lange. Tredje instar (udviklingsstadium) eller ældre nymfer, der har mistet en gren af cerci, er i stand til at regenerere den i form af en lige struktur. Hanner med asymmetrisk pincet kaldes gynandromorfe eller hermafroditter, fordi de ligner hunner.

## Udbredelse
Almindelig ørentvist er hjemmehørende i Europa, det vestlige Asien og sandsynligvis Nordafrika, Almindelig ørentvist blev introduceret til Nordamerika i begyndelsen af det tyvende århundrede og er i øjeblikket spredt over det meste af kontinentet. I Nordamerika omfatter almindelig ørentvist to typer, som er reproduktivt isolerede. Populationer i kolde kontinentale klimaer lægger for det meste en dynge æg en gang om året, og danner typen A, hvorimod dem i varmere klimaer lægger æg to gange om året og danner typen B. Almindelig ørentvist findes oftest i områder med tempereret klima, og er mest aktiv, når den daglige temperature ikke svinger for meget.

## Adfærd
Almindelig ørentvist tilbringer dagen på kølige, mørke, utilgængelige steder såsom blomster, frugter og sprækker i træer. De er primært aktive om natten og søger føde lige fra plantemateriale til små insekter. Selvom de er altædende, betragtes de som ådselædere snarere end rovdyr. Ofte spiser de plantemateriale, selvom de også er kendte for at leve af bladlus, edderkopper, insektæg og døde planter og insekter med mere. Deres yndlingsplanter omfatter rank vejsennep (Sisymbrium officinale), hvidkløver Trifolium repens, og dahliaen Dahlia variabilis. De kan også lide at spise melasse, samt laver og alger. De foretrækker animalsk protein og sukker frem for plantemateriale, selvom planter er en vigtig naturlig fødekilde for dem. Almindelig ørentvist foretrækker således bladlus frem for blade og skiver af æble, kirsebær og pære. Voksne spiser flere insekter end nymfer.
Selvom almindelig ørentvist har veludviklede vinger, er de temmelig svage og bliver sjældent eller aldrig anvendt. Ved menneskets hjælp kan de flytte sig over lange afstande ved at sidde fast på klæder, tømmer, prydbuske og endda avisbundter.

## Reproduktion
Hannen finder potentielle partnere med lugtesansen. Han lader derefter sine cerci glide ind under spidsen af hunnens mave, så hans og hendes ventrale maveflader er i kontakt med hinanden, mens begge vender modsat hinanden. Hvis de ikke forstyrres, kan et par forblive i denne parringsposition i mange timer. Parringer forekom hyppigt blandt individer, der er flere sammen, især på steder, hvor begge partnere kan klamre sig til en overflade. Under laboratorieforhold toppede parringssæsonen i august og september, og en enkelt parringsbegivenhed gjorde det muligt for hunnerne at lægge befrugtede æg.
Nymfer af almindelig ørentvist ligner meget deres voksne modstykker, bortset fra at de har en lysere farve. Ungerne gennemgår fire nymfestadier og forlader ikke reden før efter første hamskifte.
Almindelig ørentvist overvintrer omkring 5 mm under jordens overflade. Om efteråret lægger hunnen omkring 50 æg i en underjordisk rede. Hunnen passer sit afkom ved at flytte æggene rundt og rense dem for at undgå svampevækst. Om vinteren går hun ind i en dvaletilstand og bliver i reden med æggene. Om foråret spreder hun dem ud i et enkelt lag, og nymferne kommer frem fra æggene. Hun vogter dem, indtil de når modenhed efter cirka en måned. Hvis vejret er godt er det muligt for hunnen at lægge endnu et kuld æg i løbet af sæsonen, og mod slutningen af august er alle nymferne udvoksede.

## Habitat
Almindelig ørentvist trives på kølige, fugtige levesteder og har en optimal gennemsnitlig væksttemperatur på 24 °C. Store udsving i mængde et givet år er blevet forbundet med faktorer såsom temperatur, vindhastighed og vindretning. Udviklingen af almindelig ørentvist påvirkes også af temperaturen. Det er således muligt at forudsige mængden af almindelige ørentviste baseret på vejrforholdene. Voksne i dvale kan tolerere kølige temperaturer, men deres overlevelsesevne formindskes i dårligt drænet jord som ler. For at undgå overdreven fugt søger de mod sydsiden af veldrænede skråninger. Hvor jorden er dårligt drænet kan de gemme sig i hule stilke af blomster. Deres æg tåler både kulde og varme.

## Indflydelse på jordbruget
Når de optræder store mængder, er almindelig ørentvist kendt for at kunne forårsage betydelig skade på afgrøder, blomster og frugtplantager. Nogle af de kommercielt værdifulde grøntsager, som den lever af, er blandt andet kål, blomkål, sølvbede, selleri, salat, kartoffel, sukkerroer og agurk. De kan skade unge blomme- og ferskentræer i det tidlige forår, hvor anden føde er knap, ved at fortære blomster og blade om natten. Det er ikke ualmindeligt at finde dem kilet ind mellem kronblade af friskskårne nelliker, roser, dahlia og zinnia.
Eftersom almindelig ørentvist foretrækker animalsk føde fremfor plantebaseret kost, har den fundet anvendelse til skadedyrsbekæmpelse af andre insekter. Almindelig ørentvist er således et naturligt rovdyr for en række andre landbrugsskadedyr, herunder bladlopper på pæretræer og adskillige bladlusarter, og er i denne forbindelse blevet brugt til at bekæmpe udbrud af sådanne organismer. Almindelig ørentvist forårsager kun begrænset skade på afgrøde, hvis mængden af insekter, de kan spise, er rigelig.

## Yderligere læsning
- Cranshaw, Whitney (2004). Garden Insects of North America. Princeton University Press. ISBN 0-691-09561-2.
- Eisner, T. (1960). Defense Mechanisms of Arthropods. II. The Chemical and Mechanical Weapons of an Earwig. Psyche 67:62–70 PDF (13 Creative Commons Attribution 2.5 license)

## Eksterne links
- Wikimedia Commons har flere filer relateret til Almindelig ørentvist

- Wikispecies har taksonomi med forbindelse til  Almindelig ørentvist

- ARKive: Images of Life on Earth – Information of almindelig ørentvist samt billeder og videorer

- Encyclopedia of Life – Billeder og videoer af almindelig ørentvist
- Royal Horticultural Society- Gardening advice: Earwigs – Haveråd i forbindelse med almindelig ørentvist

Ørentvist